# Gare de Sanda-Honmachi
La gare de Sanda-Honmachi (三田本町駅, Sanda-Honmachi-eki) est une gare ferroviaire située dans la ville de Sanda, dans la préfecture de Hyōgo au Japon. La gare est exploitée par la Kobe Electric Railway sur la ligne Sanda.

## Service des voyageurs

### Accueil
La gare de Sanda-Honmachi est une gare disposant de d'un quai et de deux voies.

- La ligne Kōen-Toshi est comprise dans la section de la ligne Sanda

| N° de voie | Ligne        | Direction              |
| ---------- | ------------ | ---------------------- |
| 1          | ▆ Sanda      | Sanda                  |
| 2          | ▆ Sanda      | Shinkaichi/Arima-Onsen |
| 2          | ▆ Kōen-Toshi | Woody Town Chūō        |

### Desserte
| Kobe Electric Railway |                       |                              |                       |                      |
| Direction Sanda       | ligne Shintetsu Sanda | ligne Shintetsu Sanda        | ligne Shintetsu Sanda | Direction Arimaguchi |
| Sanda KB29            |                       | Spécial Rapid Service 特快速 |                       | Yokoyama KB27        |
| Sanda KB29            |                       | Semi-Express 急行            |                       | Yokoyama KB27        |
| Sanda KB29            |                       | Express 急行                 |                       | Yokoyama KB27        |
| Sanda KB29            |                       | Local 普通                   |                       | Yokoyama KB27        |